# Dysgenopsyllus reevesbyensis
Dysgenopsyllus reevesbyensis is een eenoogkreeftjessoort uit de familie van de Notodelphyidae. De wetenschappelijke naam van de soort is voor het eerst geldig gepubliceerd in 1944 door Nicholls.